# Hadennia duplicata
Hadennia duplicata är en fjärilsart som beskrevs av Warren. Hadennia duplicata ingår i släktet Hadennia och familjen nattflyn. Inga underarter finns listade i Catalogue of Life.